# Гвидо Крозето
Гвидо Крозето (рођен 19. септембра 1963.) је италијански бизнисмен и политичар, суоснивач партије Браћа Италије (FdI). Постао је међународно познат јер се оштро противио Монти кабинету од новембра 2011. године када су у то време готово сви политичари, новинари, економисти и јавно мњење били за штедњу и оштро против Италегзита. Крозето је био председник Браће Италије од 21. децембра 2012. до 4. априла 2013. године. Тренутно је министар одбране у влади Ђорђе Мелони.

## Биографија
Гвидо Крозето потиче из породице предузетника из Кунеа,у Пијемонту. Због очеве смрти, Крозето није могао да заврши студије економије на Универзитету у Торину, који је похађао. На универзитету је постао члан омладинског крила Хришћанске демократије (ДЦ), а 1988. године, са само 25 година, постао је економски саветник премијера Ђованија Горије. Од 28. маја 1990. до 14. јуна 2004. године, Крозето је био градоначелник Марене, малог села у близини Кунеа у коме живи, у три мандата. На општим изборима у Италији 2001. постао је посланик Форца Италиа (ФИ). члан политичког покрета десног центра Европске народне странке (ЕПП) који је основао милијардер и медијски тајкун Силвио Берлускони. Крозето је реизабран 2006. за заменика, а 2008. придружио се новој Берлусконијевој партији Народ слободе (ПдЛ) и поново је биран у Монтециторију (Посланичка комора Италије. Крозето је био подсекретар при италијанском министру одбране у Кабинет Берлусконија ИВ (2008–2011). Након Берлусконијеве оставке у новембру 2011, Крозето је критиковао формирање нове владе коју је предводио економиста Марио Монти, који је био на челу са економистима штедње. Основао га је у децембру 2012, заједно са Ђорђом Мелонијем и Русом Ла Браћа Италије (ФдИ), национална конзервативна странка која се супротставља ПдЛ-у и Монтију за штедњу. Кандидат за Сенат, Крозето је пао на општим изборима у Италији 2013. јер ФДИ није прешао цензус од 3% изборног закона познатог као Порцеллум. Крозето се кандидовао на изборима за Европски парламент 2014. у Италији, али није изабран јер ФДИ није прешао цензус од 4% изборног закона из 2009. за европске изборе у Италији. Истог дана европских избора, Крозето се кандидовао на регионалним изборима у Пијемонту 2014. као губернаторски кандидат за ФДИ који се кандидовао сам ван коалиције десног центра коју је предводио Берлусконијев ФИ. На овим изборима, Салвинијева Лега Норд је била у савезу са ФИ против ФДИ; после повлачења Крозета из политике у септембру 2014, Салвини се зближио са ФДИ Ђорђа Мелонија јер је без Крозета партија прешла на десницу, док је ФИ (члан ЕПП) кренула ка центру. Крозето се вратио активан у политику када се заменица Даниела Сантанцхе, десничарска пословна жена и бивша чланица ПдЛ и ФИ у Ломбардији, придружила Мелонијевој ФДИ у децембру 2017. Крозето и Сантанче у ФдИ су представљали мала и средња предузећа Северне Италије у Општим изборима у Италији 2018. и постали су чланови Представничког дома и Сената Републике јер је странка повећала своју изборну подршку премашивши 4,3% гласова по први пут на националном нивоу. Крозето је поднео оставку 13. марта 2019, и после два дана његово некадашње место додељено је првом кандидату на листи неизабраних на општим изборима 2018, а то је пословна жена и чланица ФДИ Лукреција Мантовани. У априлу и мају 2019, као не-кандидат портпарол странке, Крозето је помогао Мелони у кампањи за изборе за Европски парламент 2019. у Италији, а ФДИ (који је постао члан европских конзервативаца и реформиста) повећао је своју изборну подршку премашивши 6,4 % гласова по први пут на националном нивоу. Од 22. октобра 2022. године обавља функцију министра одбране у влади Ђорђе Мелони.